# Бекрино
 Бекрино — деревня в Смоленской области России, в Тёмкинском районе. Расположена в восточной части области в 16 км к северу от Тёмкина, на правом берегу реки Воря.
Население — 203 жителя (2007 год). Административный центр Батюшковского сельского поселения.

## История
Название деревни имеет финно-угорское  происхождение  и  восходит к патрониму Бекрята, означавшему «потомок Бекри».
Село стало местом упорных боёв во время Великой Отечественной войны. Несколько раз переходило из рук в руки.

## Образование
В селе имеется неполная средняя школа.